# مارتن كومبستون
مارتن كومبستون (بالإنجليزية: Martin Compston)‏ هو لاعب كرة قدم وممثل بريطاني، ولد في 8 مايو 1984 في المملكة المتحدة.

## أعمال

### أفلام
- (2006) دليل لإدراك قديسيك
- (2008) يوم القيامة[5]
- (2012) الأخت[6]

## وصلات خارجية
- مارتن كومبستون على موقع IMDb (الإنجليزية)
- مارتن كومبستون على موقع قاعدة بيانات الأفلام العربية
- مارتن كومبستون على موقع ألو سيني (الفرنسية)
- مارتن كومبستون على موقع أول موفي (الإنجليزية)
- مارتن كومبستون على موقع قاعدة بيانات الأفلام السويدية (السويدية)
- مارتن كومبستون على موقع قاعدة بيانات الفيلم (الإنجليزية)
- مارتن كومبستون على موقع كينوبويسك (الروسية)